# Micraxylia gigas
Micraxylia gigas är en fjärilsart som beskrevs av Emilio Berio 1972. Micraxylia gigas ingår i släktet Micraxylia och familjen nattflyn. Inga underarter finns listade i Catalogue of Life.